# Achromobacter agilis
Achromobacter agilis es una especie de bacteria gramnegativa del género Achromobacter. Fue descrita en el año 2016. Su etimología hace referencia a ágil. Es aerobia y móvil. Tiene un tamaño de 0,4-0,7 μm de ancho por 0,9-1,5 μm de largo. Forma colonias convexas, traslúcidas, no pigmentadas y con márgenes lisos en agar TSA tras 48 horas de incubación. Consiste en el ST140 de Achromobacter. Tiene un contenido de G+C de 66,4%. No se conoce el origen de la cepa original, pero se aisló antes de 1968. 